# Partidul „Renaștere” (Republica Moldova)
Partidul „Renaștere” (abreviat PR) este un partid politic socialist din Republica Moldova.
Partidul „Renaștere” a fost constituit la inițiativa unui grup de deputați (Vadim Mișin, Oleg Babenco, Tatiana Botnariuc), care, la jumătatea anului 2012, au părăsit fracțiunea parlamentară a Partidului Comuniștilor din Republica Moldova.
Formațiunea a fost creată pe 15 septembrie 2012, atunci când a avut loc primul congresul al partidului, totodată fiind ales președintele, Vadim Mișin, co-președintele, fostul prim-ministru al Republicii Moldova, Vasile Tarlev și vicepreședinte, deputatul independent Oleg Babenco. La congresul partidului au participat 212 delegați din 28 de raioane ale Republicii Moldova. Pe 17 octombrie 2012 partidul a fost înregistrat oficial la Ministerul Justiției al Republicii Moldova.